# Виртуальный тур
Виртуальный тур — способ реалистичного отображения трехмерного многоэлементного пространства на экране. Элементами виртуального тура, как правило, являются сферические панорамы, соединенные между собой интерактивными ссылками-переходами (хотспотами). В виртуальные туры также включают цилиндрические панорамы, виртуальные 3D-объекты, обыкновенные фотографии, видео, звук и т. д.
Часто панорамы в виртуальном туре имеют привязку к карте по координатам места съемки и ориентированы по сторонам света.
Иными словами, виртуальный тур является общим обозначением для нескольких сферических панорам, связанных между собой с помощью точек перехода, по которым в процессе просмотра можно виртуально «перемещаться». В виртуальные туры, как правило, включают и другие интерактивные элементы: всплывающие информационные окна, поясняющие надписи, графически оформленные клавиши управления и т. д.
Виртуальный тур является эффективным инструментом маркетинга, позволяющим показать потенциальному потребителю товар или услугу особым образом. Он создает у зрителя «эффект присутствия» — яркие, запоминающиеся зрительные образы, и позволяет получить наиболее полную информацию о товаре или услуге. 

## Первый виртуальный тур
В 1994 году первым виртуальным туром стала ознакомительная экскурсия музея замок Дадли в Англии, состоящая из «прогулки» по 3D-реконструкции, которая восстанавливала вид замка в 1550 году. Оборудование для экскурсии состояло из системы лазерного диска с компьютерным управлением, разработанным британским инженером Колином Джонсоном.
Одним из первых посетителей виртуального тура стала королева Елизавета II, когда она официально открыла туристический центр в июне 1994 года. Система была представлена и описана чиновникам королевы  следующим образом: «виртуальный тур, являющийся чем-то средним между виртуальной реальностью и Королевским туром». Эта система была представлена на конференции, проведенной Британским музеем в ноябре 1994 года.